# Stargard
Stargard (tysk: Stargard in Pommern) er en by i voivodskabet Vestpommern i det nordvestlige Polen. Byen har 67.795(2019) indbyggere og er en del af Stettin storbyområde. Stargard er hovedsæde for amtet Powiat stargardzki.
Stargard ligger ved floden Ina, 46 km fra den tyske grænse, 180 km fra Berlin og 120 km fra havnebyen Świnoujście, som har færgeafgange til København og Ystad.
I industriområdet der indtil 1992 fungerende som flyvestation ligger blandt andre det japanske firma Bridgestone og det finske firma Cargotec.

## Historie
Byen er en af ældste i Pommern og nævnes allerede 1140 som castrum Stargord,  vestslavisk Stari Gord, "gamle by" eller "gamle borg". Den eksakte plads for den oprindelige slaviske borg er ikke kendt, men syd for byens nuværende centrum lå i 700-tallet bosætningen Osetno. Ved den nuværende by  grundlagdes en ny bosætning af tyske bosættere, som anlagde byen med en bymur omkring 1229. Byen fik sine Magdeburgrettigheder  af hertug Bogislav I mellem 1243 og 1253. Barnims søn, hertug Bogislav 4 gav byen retten til toldfrihed fra floden Ina til Østersøen. Ved Pommerns deling i 1295 tilfaldt byen Pommern-Wolgast, men kom senere i 1300-tallet under Pommern-Stettin. Byen blev hansestad i 1363.
I begyndelsen af 1400-tallet var byen under Bogislav VIII af Pommern og hans søn Bogislav IX hovedstad og residensby for hertugdømmet Pommern-Stolp. Byen blev gang på gang i Middelalderen  og i Trediveårskrigen hærget af krigshandlinger. Stargard blev i 1600-tallet hovedstad for Bagpommern under de brandenburgske kurfyrster, men ramtes økonomisk af den svenske told ved floden Inas munding i floden Oder. Omkring 1670 bosatte franske Huguenotter sig i byen, og som følge af befolkningstilvæksten opstod bydelene Friedrich-Wilhelm-, Luise- og Jobstvorstadt udenfor den mellemste bykerne. Efter at det preussiske Pommerns hovedstad blev flyttet til Stettin efter at denne by i 1720 var blevet preussisk, tabte Stargard sin betydning, trods afskaffelsen af den svenske told.
Byen blev tilsluttet jernbanelinjen mellem Stettin og Posen 1846. 1859 blev der etableret et reparationsværksted for lokomotiver og jernbanevogne. I sommeren 1866, da Stargard talte ca. ca. 16.500 indbyggere, døde her ca. 500 personer af en Kolera-epidemi, som var udbrudt i Vesteuropa. På grund byens industrialisering og hurtige vækst blev store dele af byens befæstninger nedrevet 1869. 
Efter at indbyggertallet i 1901 var steget til over 25.000, fik byen den 1. april 1901 status som kredsfri by. Omkring 1900 etablerede der sig mange industrivirksomheder, blandt andre maskiner-, lak og tagpapværker og en  provinsialfrugttræskole. En gang månedlig fandt der et kvæg- og hestemarked og en gang årligt et kanvasmarked sted. I begyndelsen af det 20. århundrede var Stargard sæde en landsret og et landrets-amt og havde et gymnasium, en realskole og en landbrugsskole. Under det preussiske styre tilhørte byen regeringsområdet Stettin i provinsen Pommern og havde 1910 27 551 indbyggere. Efter 1. verdenskrig og Versailles-freden kom mange tysktalende flygtninge til byen fra Vestpreussen og Posen. Indtil 1945 hørte byen Stargard til Regierungsbezirk Stettin, Provinz Pommern i  det Tyske Rige. 
Den 6. oktober 1944 blev Stargard angrebet (hovedmål flyvepladsen) af 199 US-amerikanske  Boeing B-17 "flyvende fæstninger" med en bombelast på i alt 493 tons.  Mod slutningen af 2. verdenskrig blev 70 procent af byen mellem 1. og 3. marts 1945 ødelagt under luftangrebene. Den 4. marts 1945 blev Stargard besat af den Røde Hær. I sommeren 1945 blev Stargard af den sovjetiske besættelsesmagt sammen med hele Bagpommern sat under polsk forvaltning. I den følgende tid blev Stargards tyske indbyggere af den polske forvaltning fordrevet over floden Oder  mod vest, og byen fik navnet Stargard Szczeciński. De nye polske indbyggere kom blandt andre fra de områder øst for Curzonlinjen som var faldet under Sovjetunionen.
Efter krigen blev byen genopbygget, og de vigtigste byggemonumenter, som rådhuset, blev restaureret. Med virkning fra 1. januar 2016 kom byen igen til at hedde Stargard. 
- Mariakirken (gotisk)
- Middelalderlige bymure
- Rådhus (gotisk-renæssance)
- Sankt Johannes Kirke (gotisk)

## Venskabsbyer
- Elmshorn (Tyskland, Slesvig-Holsten)
- Saldus (Letland)
- Stralsund (Tyskland, Mecklenburg-Vorpommern)
- Wijchen (Holland)